# Готліб Генріх Карл Молль
Готліб Генріх Карл Молль ( нім. Gottlieb Moll, 5 червня 1859, Ноймюнстер, Німецький союз - 30 січня 1926, Ноймюнстер, Шлезвіг-Гольштейн, Веймарська республіка ) - російський промисловець німецького походження ( пруський підданий). Засновник Апрелєвського заводу грамплатівок . У Росії, куди він приїхав у 1880 році, був відомий як Богдан Васильович Молль .

## Біографія
Спочатку працював на заводах. І. Мальцова в Пісочному та Людиновому . Одружився з Агафією Олексіївною Рубцовою, донькою ливарного майстра.
З 1885 займався виробництвом емальованого посуду на Думінічському чавуноплавильному заводі Циплакових і Лабунського. Рецепт емалі Молль розробив самостійно та тримав його у секреті. У 1908 році на виставці в Парижі продукція Думінічського заводу була удостоєна золотої медалі.
Крім емалювального заводу, у Молля в Жиздринському повіті Калузької губернії були невеликі підприємства з виробництва мила, бури та сиру .
У жовтні 1910 року Молль подав до московського губернського правління прохання про дозвіл будівництва «фабрики для виготовлення грамофонних платівок з числом робітників від 15 до 20 осіб на власній землі, що знаходиться в Московській губернії Верейського повіту при маєтку Апрелівка Московсько-Брянської залізниці. Ділянка під будівництво коштувала йому 30 тисяч рублів.
Молль почав переговори щодо придбання матриць із берлінською фірмою Da Capo Record, що записувала російських співаків, щоб до відкриття його фабрика вже мала обсяг робіт. За 400 матриць Молль заплатив 15 тисяч німецьких марок. У листопаді до Апрелівки прибули з Німеччини два фахівці з грамофонної справи — Август Кібарт та Альберт Фогт.
15 грудня 1910 року була виготовлена перша 400-грамова шелочна платівка. Фабрика одразу почала нарощувати виробництво, вже в перший рік на ній працювало 50 осіб та було випущено 400 тисяч грамофонних дисків.
Після початку Першої світової війни сім'я Моллей у 1915 році була вислана зі свого хутора у Жиздринському повіті до Казанської губернії. Лише за два роки Готліб Молль та його син Іван повернулися на завод у Думіничах. З приходом до влади більшовиків двічі зазнавав арешту.
У 1918 р. Апрелівська фабрика «Метрополь-Рекорд», два емалювальні та хімічні заводи, сільськогосподарські підприємства Молля були націоналізовані. Фабрику перейменували на Апрелівський завод грампластинок «Пам'яті 1905 року».
Попри експропріацію майна ще протягом двох років Богдан Молль продовжував працювати: розробив конструкцію одноконних плугів з емалевим покриттям і налагодив їх випуск на Думінічному заводі.
В 1921 Молль поїхав з Росії в рідне місто Ноймюнстер, де і помер.